# Mikaeil Tajer
Mikaeil Tajer est un joueur iranien de volley-ball né en 1984 à Gonbad-e Qabous. Il mesure 2,00 m et joue spiker en équipe d'Iran.

## Clubs
- Neopan Gonbad
- Esteghlal Gonbad
- Saipa
- Azad University
- Bank Keshavarzi
- Pishgaman Kavir Yazd
- Matin Varamin
- Shahrdari Urmia
- Shahrdari Tabriz
- MSK Urfa